# Morgenglanz der Ewigkeit
Morgenglanz der Ewigkeit ist ein Kirchenlied aus dem 17. Jahrhundert. Der Text der ursprünglich 7 Strophen stammt von Christian Knorr von Rosenroth (1636–1689) und wurde 1684 noch zu einer ersten, heute nicht mehr gebräuchlichen Melodie für Hausandachten verfasst. Angeregt war er von einem Gedicht von Martin Opitz (1597–1639) mit dem Titel O Licht, geboren aus dem Lichte. Durchgesetzt hat sich heute eine zweite Melodie aus dem Halle-Liederbuch von 1704 nach einer Arie aus dem Jahre 1662 von Johann Rudolph Ahle (1625–1673). Diese Arie trug den Titel Seelchen, was ist Schöneres wohl. Im Geist-reichen Gesangbuch alter und neuer Lieder von Johann Anastasius Freylinghausen (Halle/Saale 1710), in dem viele evangelische Kirchenlieder zum ersten Mal mit der heute bekannten Melodie zu finden sind, war auch Morgenglanz der Ewigkeit abgedruckt.
Das Lied fand rasch Eingang in evangelische Gottesdienste, während es in katholischen Gemeinden erst um 1930 stärkere Verbreitung fand. In beiden Konfessionen wird es auch als Christus- und Morgenlied gesungen. Im Evangelischen Gesangbuch ist es als Nr. 450 im Bereich „Morgenlieder“ zu finden, im Evangelisch-Lutherischen Kirchengesangbuch² der SELK als Nr. 693.

## Liedtext
Die erste Strophe Rosenroths ist fast unverändert in Gebrauch, während die weiteren Verse je nach Konfession und Verwendungszweck variieren. Im Folgenden der Liedbeginn im Original:
Morgen-Glantz der Ewigkeit

Licht vom unerschöpften Lichte

Schick uns diese Morgen-Zeit

Deine Strahlen zu Gesichte:

Und vertreib durch deine Macht

unsre Nacht.

Die bewölckte Finsternis

Müsse deinem Glantz entfliegen

Die durch Adams Apfel-Biß

Uns die kleine Welt bestiegen:

Daß wir, Herr, durch deinen Schein

Selig seyn.
und im heutigen Sprachgebrauch (aus dem Gotteslob Nr. 84, 2. Strophe von Maria Luise Thurmair 1969)
Morgenglanz der Ewigkeit,

Licht vom unerschaffnen Lichte,

schick uns diese Morgenzeit

deine Strahlen zu Gesichte,

und vertreib’ durch deine Macht

unsre Nacht.

Such uns heim mit deiner Kraft,

o du Aufgang aus der Höhe,

dass der Sünde bittre Haft

und des Zweifels Not vergehe.

Gib uns Trost und Zuversicht

durch dein Licht.

## Religiöse Aussage
Der „Morgenglanz“ der für alle Ewigkeit aufgehenden Sonne bezieht sich allegorisch auf Jesus Christus, der als Sohn Gottes („Licht vom unerschöpften Lichte“) die Nacht vertreiben soll. Strophe 2 variiert das Gleichnis und bezieht die Finsternis auf die Sünde bzw. Erbschuld. Die folgenden (hier nicht angeführten) Strophen bitten um ein gottgefälliges Leben, stellen aber nicht wie heute die Ethik, sondern geistliche Güter in den Vordergrund. Die Strophen 6 und 7 besingen die „Gnaden-Sonne“ (Christus), die den Gläubigen auch das Jenseits erhellen wird.

## Musikalische Bearbeitungen
Die eingängige Melodie des Kirchenliedes bildete mehrfach die Basis für mehrstimmige Chorsätze und Instrumentalbearbeitungen, unter anderem von Ernst Pepping, Adolf Strube, Helmut Bornefeld, H. Koch, Jan Bender, Gerhard Wagner und Max Reger.